# Castanet-le-Haut
Castanet-le-Haut es una localidad francesa situada en el departamento Hérault,  en la región de Occitania, con 167 habitantes. 

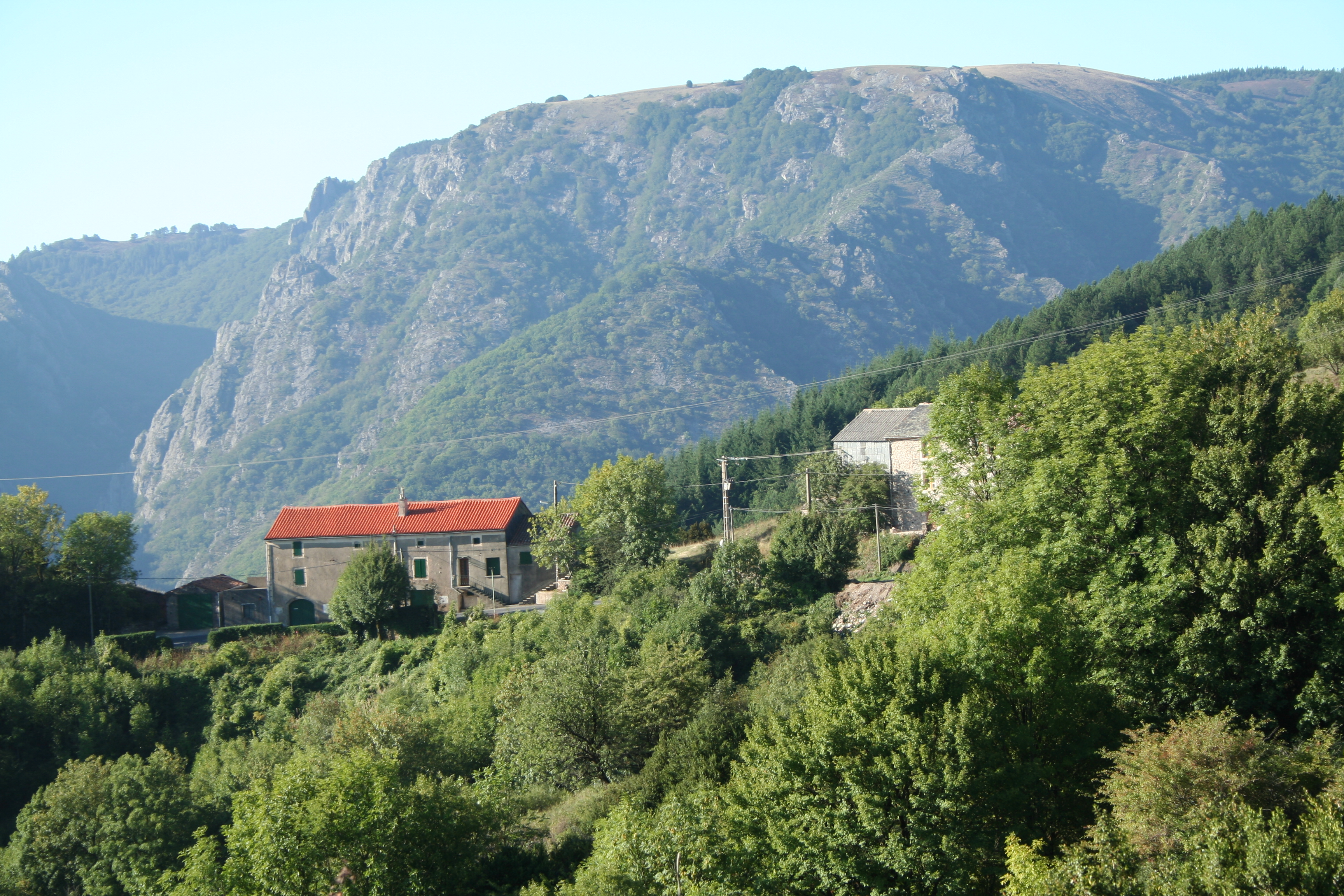
Croix de Mounis, en el segundo plano, la sierra de l'Espinouse.

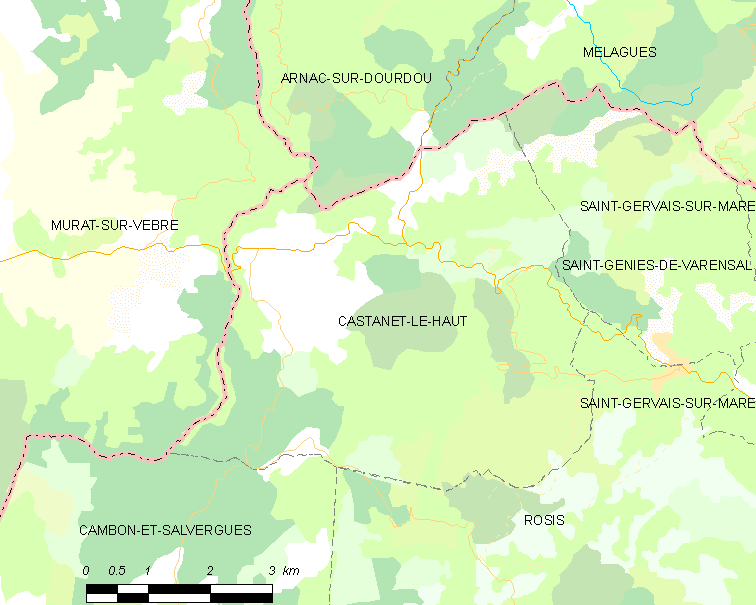
Mapa

## Municipios limítrofes
| NO Murat-sur-Vèbre (Tarn)         | Norte Arnac-sur-Dourdou (Aveyron) | NE Mélagues (Aveyron)                   |
| Oeste Murat-sur-Vèbre (Tarn)      | Castanet-le-Haut (Hérault)        | Este Saint-Geniès-de-Varensal (Hérault) |
| Cambon-et-Salvergues (Hérault) SO | Rosis (Hérault) Sud               | SE                                      |

## Demografía
| 264 | 222 | 188 | 164 | 148 | 167 |
| Para los censos de 1962 a 1999 la población legal corresponde a la población sin duplicidades (Fuente: INSEE [Consultar]) |     |     |     |     |     |